# Straddle
Uno straddle (dall'inglese stare a cavalcioni), stellaggio o contratto a doppio premio è una strategia che prevede il contemporaneo acquisto di un'opzione put e di una call con medesimo strike price e medesima scadenza (expiration date). La particolarità è che questa strategia può essere profittevole in qualunque direzione si muova il prezzo. Se la si compra, questa strategia ha un rischio massimo rappresentato dalla somma dei premi pagati per acquisire la call e la put, mentre il profitto è teoricamente altissimo, dato che il prezzo del sottostante potrebbe - più che altro in linea di principio - crescere in modo illimitato con parallela rivalutazione dell'opzione call. Al contrario, chi vende uno straddle spera che il sottostante si muova poco, intascando alla scadenza fino a tutto il premio ricevuto per le due opzioni se la quotazione finale del titolo sarà quella dello strike scelto, ma rischiando in proporzione quanto più il titolo se ne discosterà. Dato l'alto rischio teorico, per la vendita di straddle viene richiesta dai broker un'adeguata riserva di denaro a copertura: piuttosto di vendere lo straddle allo scoperto, sarà pertanto conveniente e consigliabile optare per un condor, combinarlo cioè con un secondo straddle acquistato ma di minor costo. La strategia può esser profittevole anche prima della scadenza.
Nel caso delle opzioni binarie l'utilizzo di una strategia straddle prevede sempre l'utilizzo di un'opzione call e di una put con medesima scadenza, ma con strike price diversi: la combinazione delle due, data la particolare natura di questo strumento finanziario, permette all'investitore di raddoppiare i profitti alla scadenza qualora il prezzo dell'attività sottostante si trovasse tra i due strike price; altrimenti l'esito di questa strategia sarà una perdita pari alla differenza tra il profitto generato dall'opzione in the money e il premio pagato per l'acquisto di quella out of the money.